# Comuna Lîpkî, Popilnea
Lîpkî (în ucraineană Липківська сільська рада) este o comună în raionul Popilnea, regiunea Jîtomîr, Ucraina, formată din satele Buhalivșciîna și Lîpkî (reședința).

## Demografie
Componența lingvistică a comunei Lîpkî
     Ucraineană (95,42%)
     Rusă (2,87%)
     Română (1,72%)
Conform recensământului din 2001, majoritatea populației comunei Lîpkî era vorbitoare de ucraineană (95,42%), existând în minoritate și vorbitori de rusă (2,87%) și română (1,72%).